# Ruschia singula
Ruschia singula är en isörtsväxtart som beskrevs av L. Bol. Ruschia singula ingår i släktet Ruschia och familjen isörtsväxter. Inga underarter finns listade i Catalogue of Life.